# بيل لويس
بيل لويس (بالإنجليزية: Bill Lewis)‏ (1 يناير 1871 في المملكة المتحدة - ) هو لاعب كرة قدم بريطاني (وحمل سابقاً جنسية المملكة المتحدة لبريطانيا العظمى وأيرلندا) في مركز جناح ‏. لعب مع برمنغهام سيتي وليستر سيتي ونادي ستوربريدج.